# Данильченко, Борис Никитич
Борис Никитич Данильченко 14 января 1920, Ставрополь, — 20 ноября 2006, Ставрополь — советский и российский актёр театра. Народный артист РСФСР (1971).
Образы, созданные Данильченко на сцене — Сергей Серёгин в «Иркутской истории» А. Арбузова, Семен Давыдов в «Поднятой целине» М. Шолохова, Лир в «Короле Лире» У. Шекспира, Борис Годунов в «Царе Федоре Иоанновиче» А. Толстого, Несчастливцев в «Лесе» А. Островского.

## Биография
В школьные годы активный участник драматического кружка, который организовали педагоги Ставропольской железнодорожной школы, где учился Борис Данильченко. Когда построили железнодорожный клуб, он все свободное время проводил там, играл в духовом оркестре. В 1937 году, после окончания школы собрался поступать в Одесский институт инженеров водного транспорта. Но, прочитав в газете «Черноморская коммуна» о наборе в театральное училище, решил поступать туда. На вступительных экзаменах читал монолог Пимена из «Бориса Годунова», который в драматическом кружке он готовил к 100-летию А. С. Пушкина.
Уже готовился дипломный спектакль «На дне» М. Горького, где роль Сатина играл Борис Данильченко, но началась Великая Отечественная война. Данильченко был направлен учиться в Муромское военное училище связи, после окончания которого он попал на Сталинградский фронт.
В сентябре 1943 года был тяжело ранен. Год находился на лечении в госпитале и после выздоровления был уволен в запас.
Когда Данильченко вернулся в Ставрополь, драмтеатр находился в эвакуации, и он пошёл в театр музкомедии, в котором работали артисты Пятигорской и Киевской оперетты. Затем работал в филармонии артистом разговорного жанра.
С ноября 1947 актёр Ставропольского театра драмы. Через два года Данильченко становится ведущим актёром театра.
За годы работы им сыграно свыше ста главных и центральных ролей в классических и современных пьесах.

## Семья
Сын — Данильченко, Александр Борисович (род. 24 сентября 1944 года), артист театра. Работал в театрах Ставрополя, Краснодара, Киева, снимался в кино.

## Роли в театре
- «Иркутская история» А. Арбузов - Сергей Серёгин
- «Поднятая целина» М. Шолохов - Семен Давыдов
- «Король Лир» У. Шекспир - Лир
- «Царь Федор Иоаннович» А. Толстой - Борис Годунов
- «Лес» А.Островский - Несчастливцев